# SYN cache
SYN cache（SYNキャッシュ）とは、DoS攻撃（サービス不能攻撃）に対応するために、実際の接続に至らないSYNパケットを効率的に保存して、必要に応じて破棄するために用いられるキャッシュのことである。
以前のTCPでは、悪意あるプログラムがシステムに対して大量のSYNを送りつけ、その送信先が正常な接続を受け付けることができなくなる（SYN flood）ことがあった。その攻撃はサービス不能攻撃(denial of service attack)と言われ、その対策としてSYNキャッシュが導入された。SYNキャッシュは、ローカルサーバとそこに接続してくる相手との3-ウェイハンドシェイクを管理する。